# Nemesia cecconii
Espèce
Nemesia cecconii est une espèce d'araignées mygalomorphes de la famille des Nemesiidae.

## Distribution
Cette espèce est endémique des Pouilles en Italie. Elle se rencontre sur les îles de Pianosa et de San Domino.

## Description
La carapace de la femelle holotype mesure 7,6 mm de long sur 5,6 mm.

## Étymologie
Cette espèce est nommée en l'honneur de Giacomo Cecconi.

## Publication originale
- Kulczyński, 1907 : Fragmenta arachnologica. VIII. Arachnoidea nonnulla in Insulis Diomedeis (Isole di Tremiti) a Cel. Prof. Dre O. Cecconi lecta. Bulletin International de l’Académie des Sciences de Cracovie, vol. 1907, p. 570-584.